# St. Georg (Raitenhaslach)

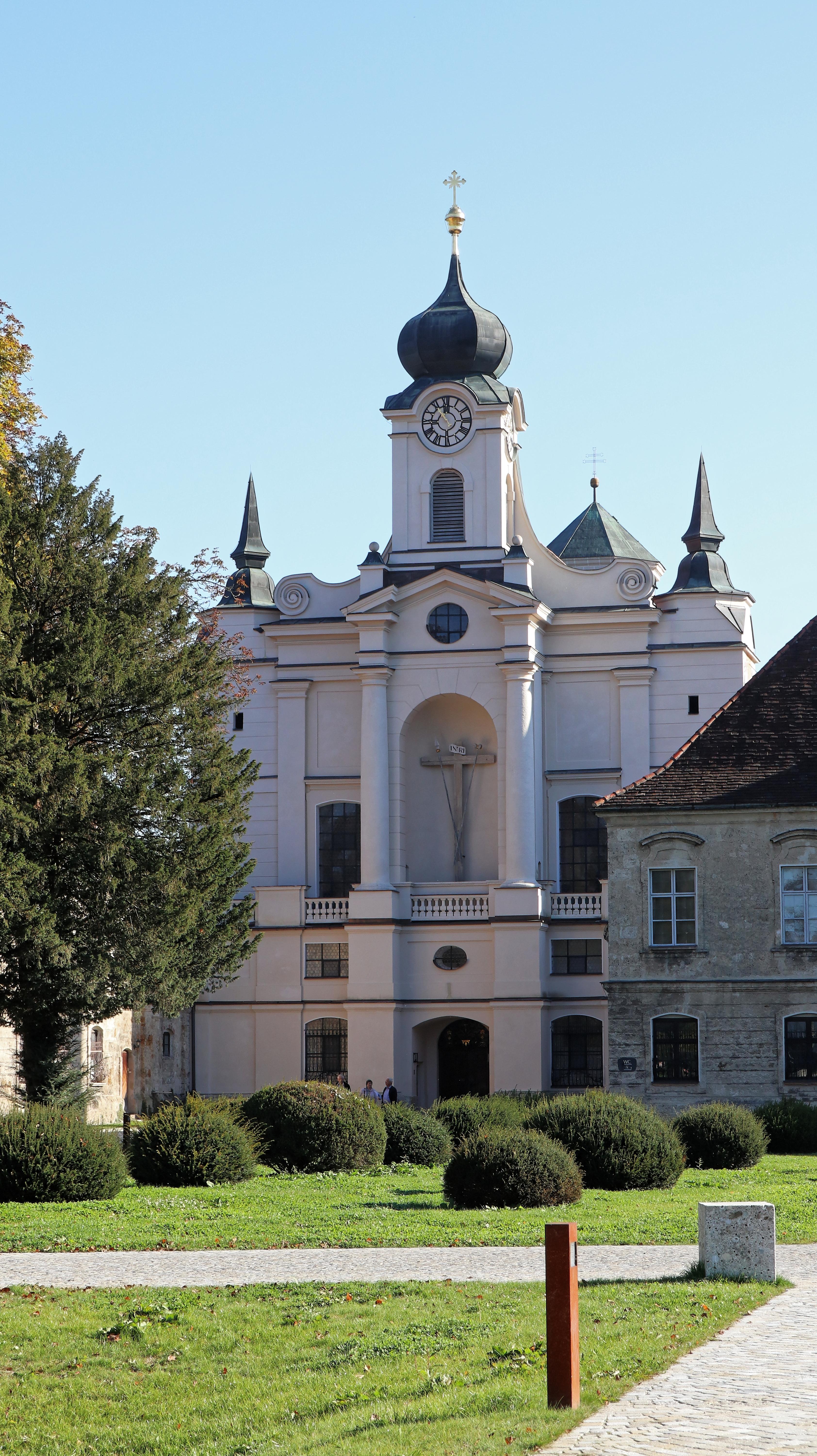
Die Pfarrkirche St. Georg

Die Kirche St. Georg des alten Zisterzienser-Klosters Raitenhaslach steht im ehemaligen Klosterbezirk von Raitenhaslach, in der Stadt Burghausen. Sie war jahrhundertelang die berühmteste altbayrische Adelsgrablege. Zum 600-jährigen Klosterjubiläum 1743 erhielt die Wandpfeilerkirche ihre heute noch vorhandene Rokoko-Ausstattung, die sie zu einem der prächtigsten Barockbauten Süddeutschlands macht. Nach der Säkularisation wurde sie zur Pfarrkirche umgewidmet.

## Geschichte

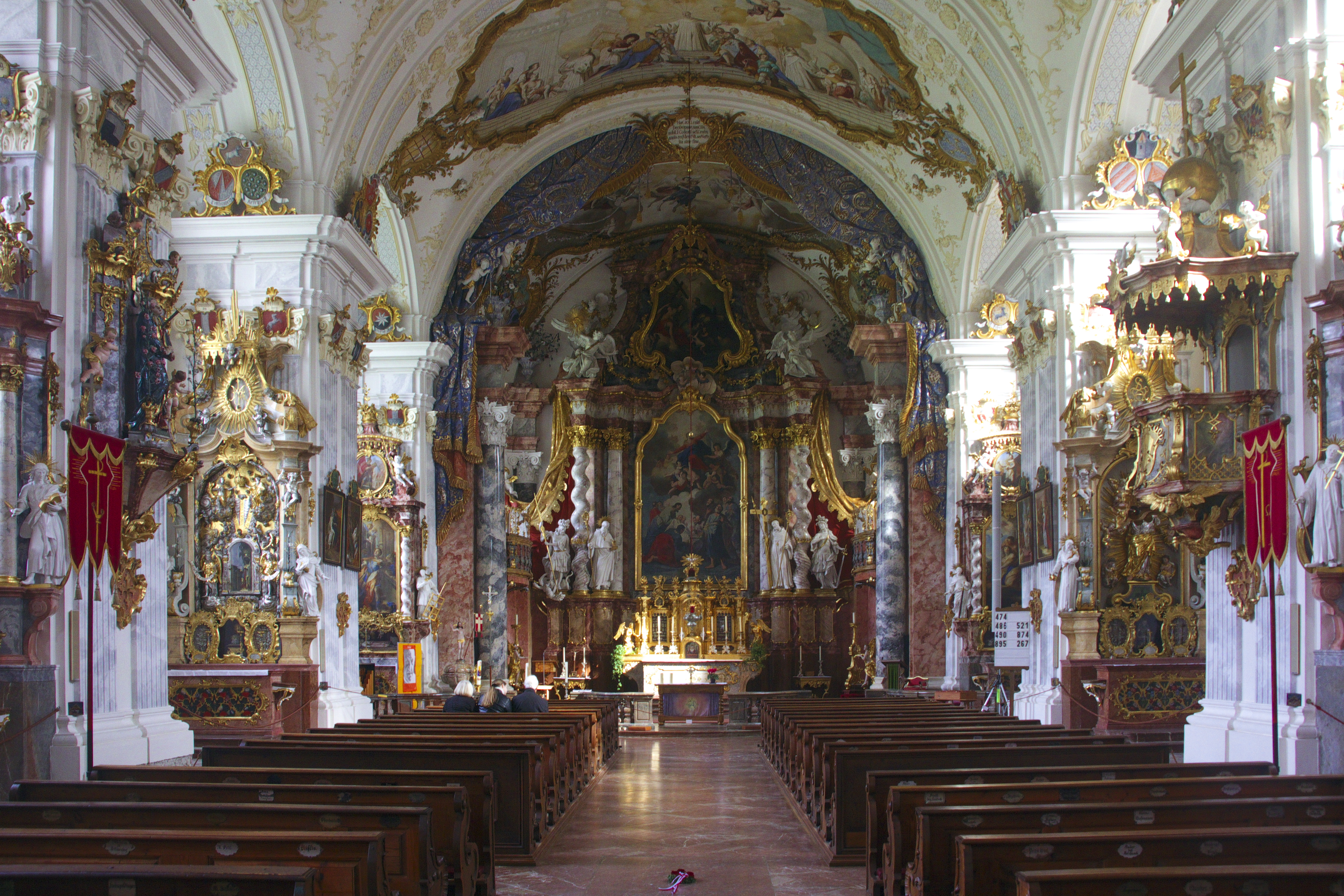
Blick auf den Altar

Die erste Klosterkirche wurde 1186 eingeweiht. Es war eine romanische dreischiffige Pfeilerbasilika mit einer Innenlänge von 60 Metern und einer Breite von 17,60 Metern. Das Hochschiff war mit einem Kreuzgratgewölbe überspannt.
Zum 600-jährigen Ordensjubiläum der Zisterzienser im Jahr 1698 wurde die Kirche in einen einschiffigen Wandpfeilerbau mit sechs Jochen umgebaut, mit einem den gesamten Raum überspannenden Tonnengewölbe und mit Quertonnen über den Seitenaltären.
Im Jahr 1743, zum 600. Klosterjubiläum, wurden die Altäre neu gestaltet, die Gewölbe mit Fresken und Stuck ausgeschmückt und eine neue Orgel gebaut.
In den Jahren 1751/1752 wurde durch den Baumeister Franz Alois Mayr eine neue Westfassade vorgeblendet. Nach der Säkularisation des Klosters am 1. April 1803 wurde die Abteikirche 1806 zur Pfarrkirche umgewidmet.

## Architektur
Die ehemalige Zisterzienser-Abteikirche St. Georg ist eine tonnengewölbte Wandpfeilerkirche ohne Emporen. Der Grundriss zeigt einen querhauslosen, auffällig gelängten Saalraum, der aus einer Folge von sieben ähnlich tiefen Raumkompartimenten oder Jochen besteht, wobei das westliche Joch die Orgelempore aufnimmt und die beiden östlichen Joche Chor und Altarraum aufnehmen. Gegliedert wird der Innenraum von mächtigen, fast quadratischen Wandpfeilern. Diese Wandpfeiler sind an Stirnen und Flanken mit doppelten Pilastern besetzt und tragen mächtige Gebälkstücke. Zwischen den Wandpfeilern liegen Abseiten, die durch flache Quertonnen gewölbt werden und an ihren Ostseiten Altäre enthalten. Ein Fresko in geschwungener Rahmung fasst den Gemeinderaum optisch zusammen. Ein Gurtbogen dient als Trennung zum Chor, der, was unüblich ist, die gleiche Breite wie das Langhaus aufweist. Charakteristisch sind insbesondere die gedrungenen Proportionen der ehemaligen Abteikirche St. Georg.

## Ausstattung

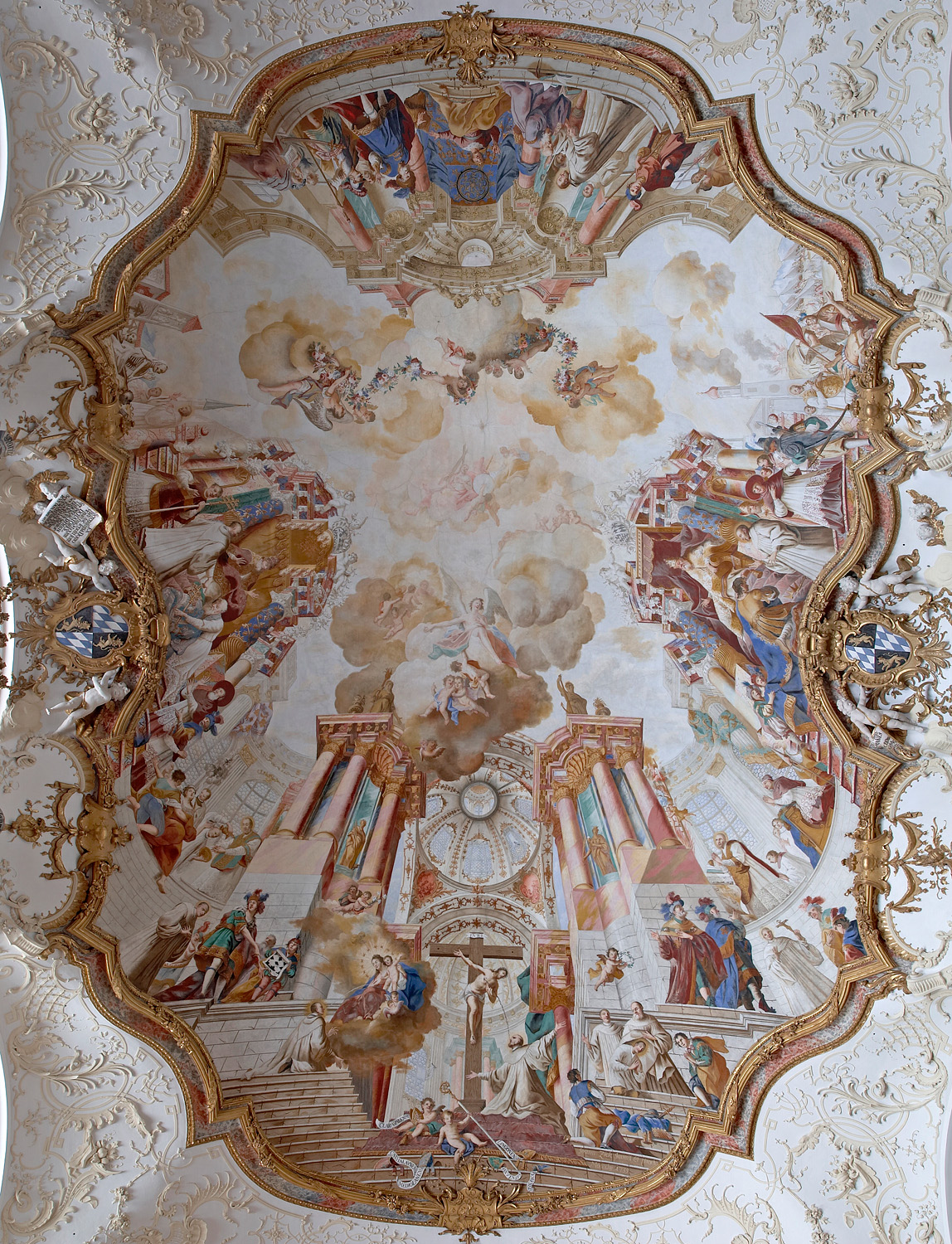
Das Hauptdeckenfresko

### Hochaltar
Der Hochaltar wurde 1738 von Johannes Zick geschaffen. Er stellt Mariä Himmelfahrt dar. Die Stuckarbeiten im Chorraum sind von Johann Baptist Zimmermann oder vielleicht von seinem Schüler Alexius Bader aus München.

### Seitenaltäre
Die zehn Seitenaltäre sind paarweise aufeinander abgestimmt:
- Ausanius- und Concordiaaltar, in die die Reliquien des Märtyrerehepaars 1698 übertragen wurden,
- Marien- und Josefaltar
- Benedikt- und Bernhardaltar
- Sebastian- und Bartholomäusaltar
- Kreuz- und 14-Nothelferaltar

### Fresken
Die Fresken stammen von Johannes Zick.
Das Hauptdeckenfresko erstreckt sich über drei Joche und stellt die Lebensgeschichte des Ordensheiligen Bernhard dar.
Auf der nebenstehenden Abbildung sieht man:
- unten: Bernhard empfängt die Muttermilch Mariens und das Blut des Gekreuzigten (Lactatio)
- oben: Bernhard bekehrt Petrus Abaelard
- links: Viktor IV., Gegenpapst zu Innozenz II., legt durch Vermittlung Bernhards sein Amt nieder
- rechts: Heinrich von England huldigt Innozenz II.

## Orgel

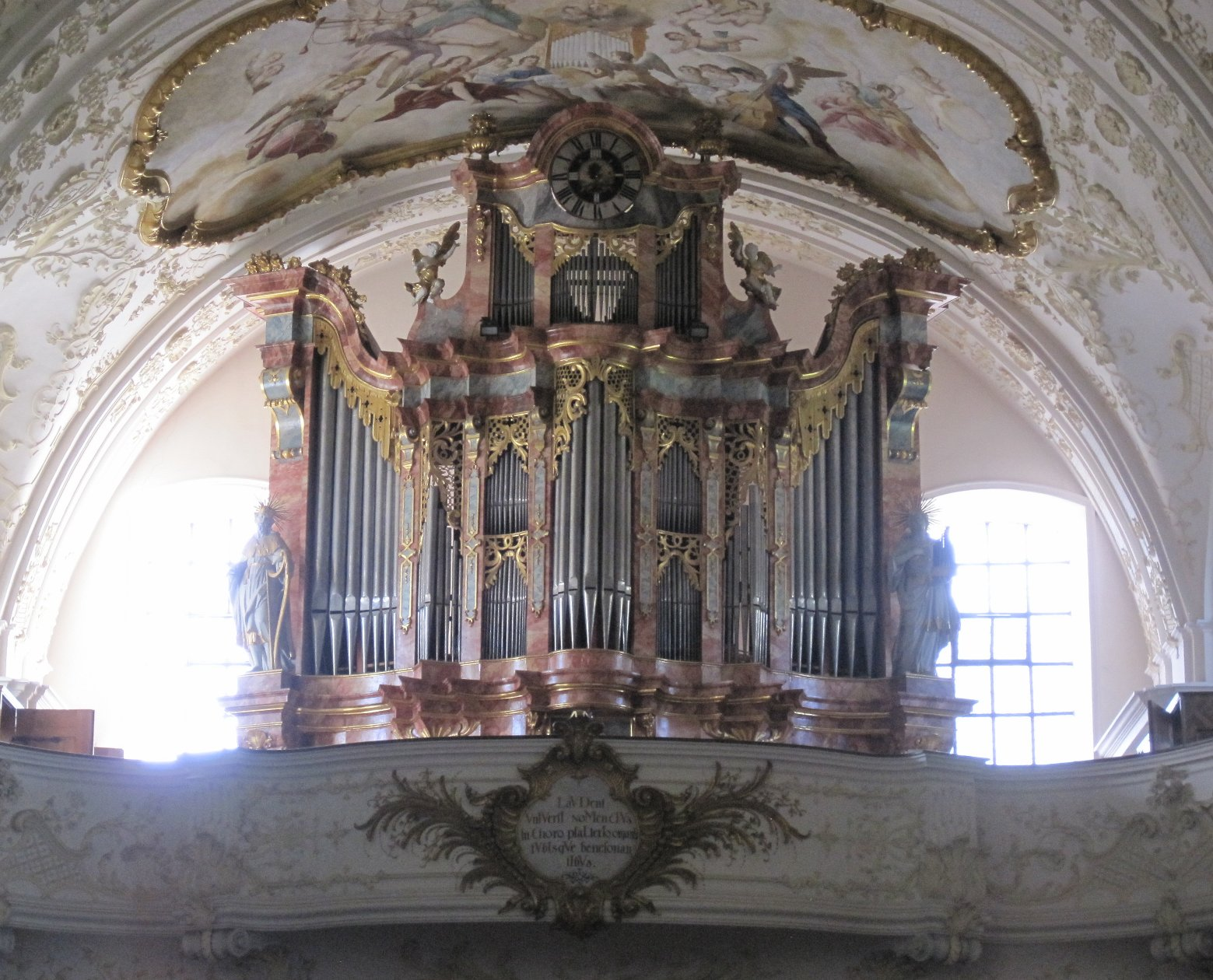
Die Orgel

Die Orgel mit 22 Registern auf zwei Manualen und Pedal wurde von Johann Konrad Brandenstein geschaffen. Er übernahm dabei viele Pfeifen des Vorgängerinstruments, das der berühmte Salzburger Hoforgelmacher Christoph Egedacher 1697 vollendet hatte, und von dem u. a. noch das Prospekt-Prinzipal erhalten geblieben ist. 1743 stellte Brandenstein die Orgel fertig, worauf das Chronogramm in der Stuck-Kartusche an der Empore hinweist:
LaVDent VnIVersI noMen eIVs In Choro, psaLterIo, organIs, tVbIsqVe benesonan tIbVs.
(Alle mögen seinen Namen loben im Wohlklang des Chores, der Psalmen, der Orgel und Posaunen).
Sie hatte folgende Disposition:
| I Hauptwerk CDEFGA–c3 (Kurze Oktave) |       |
| Gemshorn                             | 16′   |
| Principal                            | 8′    |
| Copel                                | 8′    |
| Gamba                                | 8′    |
| Octav                                | 4′    |
| Spitzflöte                           | 4′    |
| Quint                                | 2 ⁄3′ |
| Octav                                | 2′    |
| Duodez II                            | 2′    |
| Sedez                                | 1 ⁄3′ |
| Mixtur III                           | 1 ⁄3′ |

| II Oberwerk CDEFGA–c3 |       |
| Echo                  | 8′    |
| Copel                 | 8′    |
| Biffara               | 8′    |
| Principal             | 4′    |
| Rohrflöte             | 4′    |
| Flageolett            | 2′    |
| Mixtur                | 1 ⁄2′ |

| Pedal CDEFGA–a |     |
| Principalbaß   | 16′ |
| Violonbaß      | 16′ |
| Subbaß         | 16′ |
| Octavbaß       | 8′  |

- Koppeln: Manualkoppel (OW/HW) und „Tutti“ (= HW/P)[3]

### Reparaturen und Umbauten

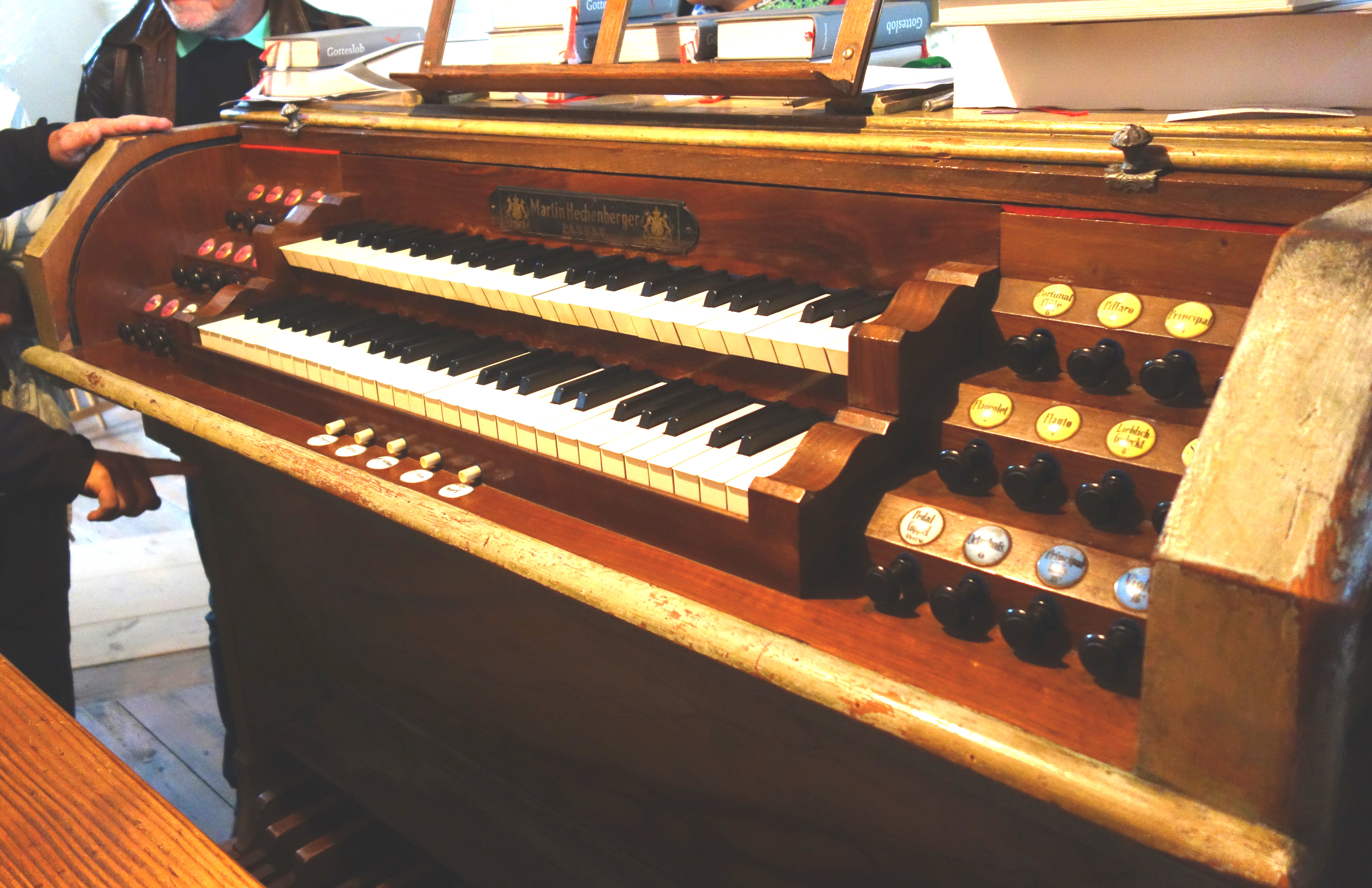
Der Hechenberger-Spieltisch von 1904

1799 wurde die Orgel von Georg Fux (Burghausen) repariert, weitere Reparaturen sind dokumentiert für die Jahre 1844 (Ferdinand Hörmüller, Tittmoning), 1847 (Josef Schöglmann, Burghausen), 1856 (Joseph Frosch, München) und 1876 von Franz Borgias Maerz, der die Disposition wiedergab, wobei er allerdings ein Register „vergaß“, weswegen sie fehlerhaft tradiert wurde.
In seiner im Jahr 1868 erschienenen Publikation rühmt D. Mettenleiter das Instrument: […] herrliche Orgel mit 26 Reg. und 2 Man.; aus der zweiten Hälfte des vorigen Jahrhunderts stammend, von wirklich ergreifender Intonation.
Im Jahr 1904 hat Martin Hechenberger einen freistehenden Spieltisch gebaut, die Orgel auf pneumatische Spiel- und Registertraktur mit Kegelladen umgestellt und einige Register verändert. Seitdem lautet die
Disposition:
| I Hauptwerk C–f3 |        |
| Gemshorn         | 16′    |
| Principal        | 8′     |
| Coppel           | 8′     |
| Gamba            | 8′     |
| Dolce            | 8′     |
| Quintflöte       | 5 1⁄3′ |
| Octav            | 4′     |
| Spitzflöte       | 4′     |
| Superoctav       | 2′     |
| Mixtur V         | 2 ⁄3′  |

| II Oberwerk C–f3 |    |
| Portunalflöte    | 8′ |
| Piffaro          | 8′ |
| Liebl. Gedeckt   | 8′ |
| Salicet          | 8′ |
| Principal        | 4′ |
| Flauto           | 4′ |
| Flageolet        | 2′ |

| Pedal C–     |     |
| Principalbaß | 16′ |
| Subbaß       | 16′ |
| Violonbaß    | 16′ |
| Octavbaß     | 8′  |

- Koppeln: II/I, Superoktavkoppel II/I, I/P, II/P
- Spielhilfen: Piano, Forte, Pleno
- Bemerkungen: Kegellade, pneumatische Spiel- und Registertraktur, freistehender Spieltisch

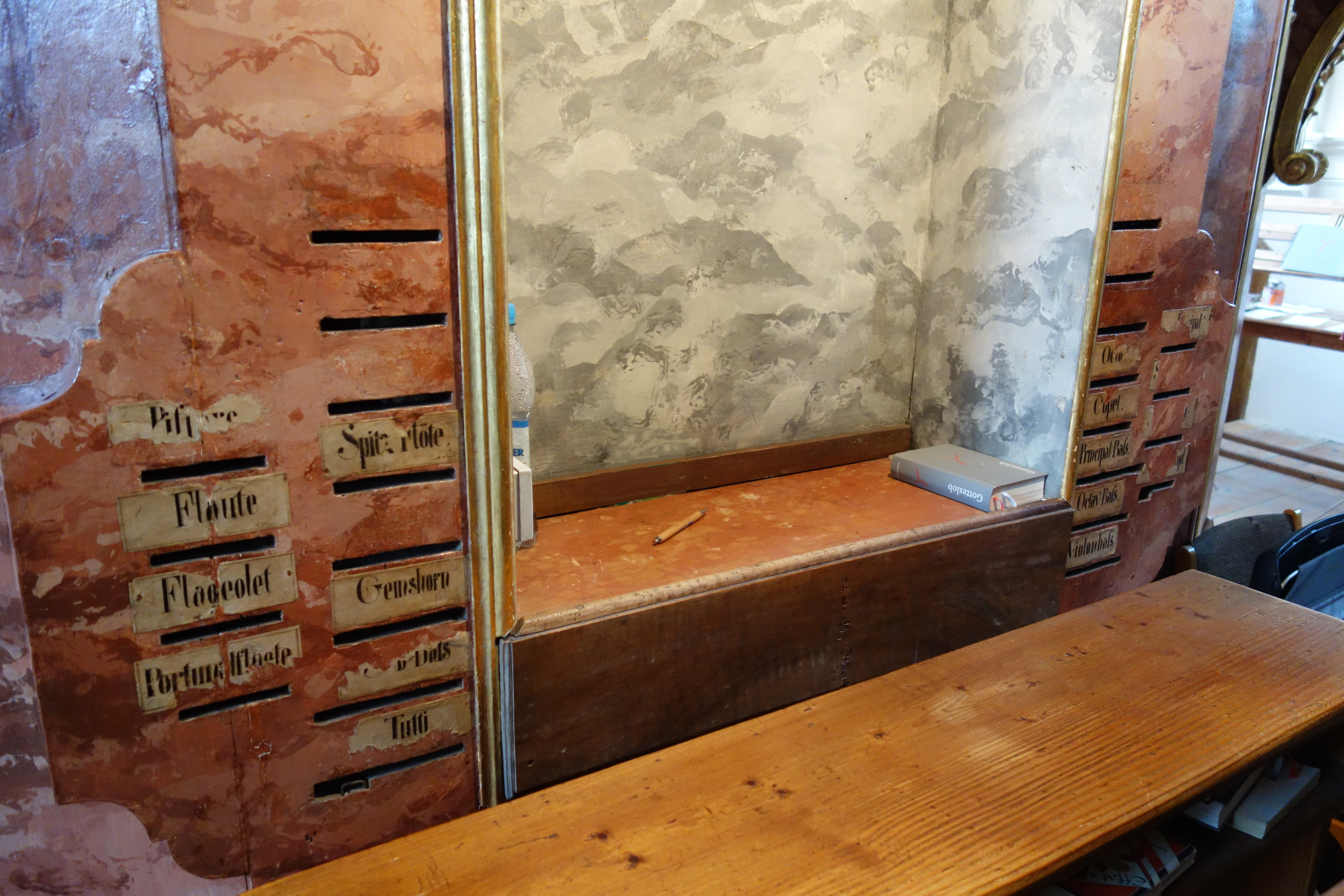
Überreste des originalen Spielschranks

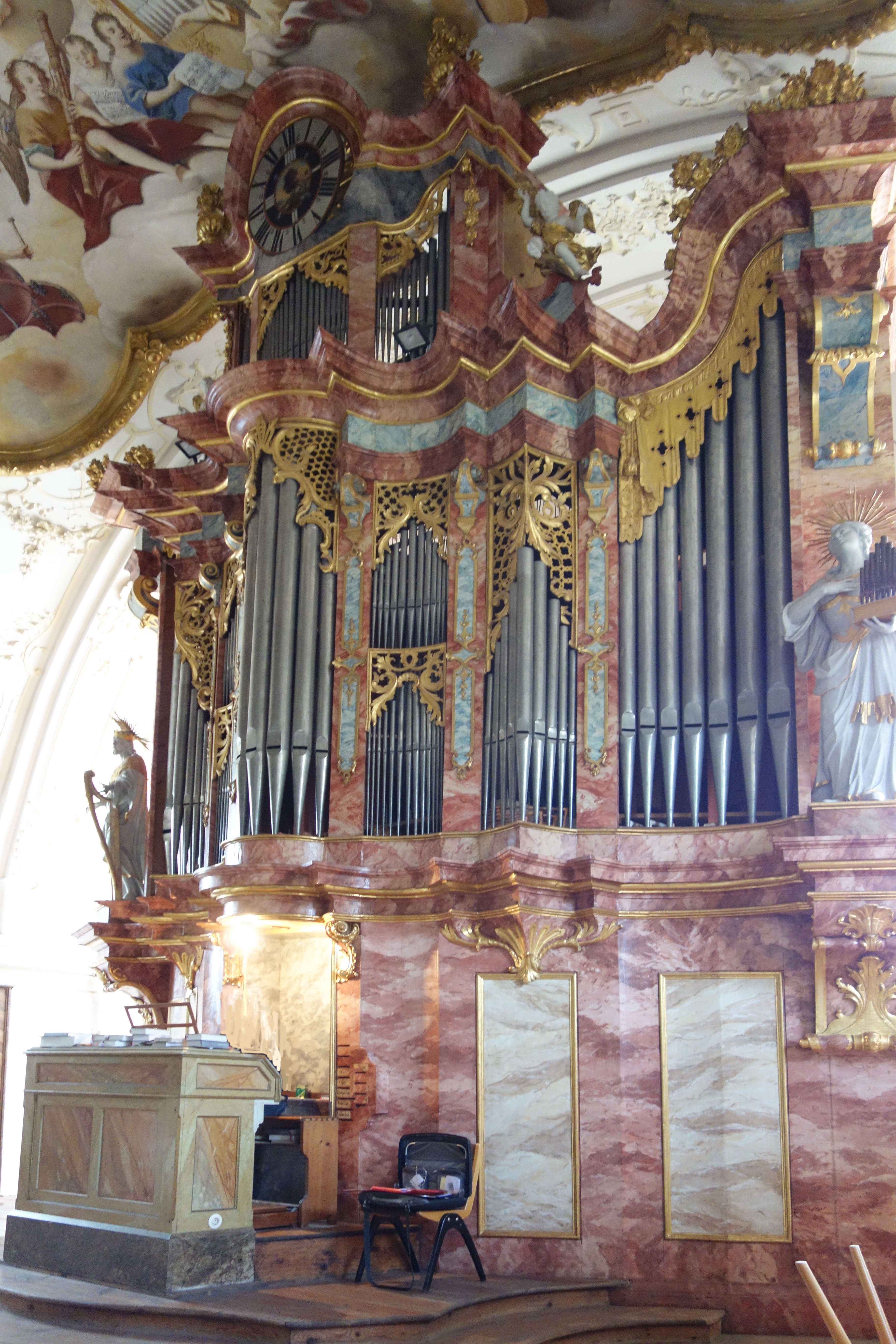
Orgel mit Hechenberger-Spieltisch

Trotz der Umbauten verfügt die Orgel über den größten Bestand an originalen Brandenstein- und Egedacher-Pfeifen: ca. 72 % der historischen Pfeifen sind erhalten geblieben. Während des I. Weltkriegs wurden die Orgel-Prospektpfeifen nicht wie sonst üblich beschlagnahmt, sondern wurden „wegen Altertumswert“ von der Requirierung befreit.
Der pneumatischen Umbau durch Hechenberger wurde von Fachleuten kritisiert. Anfang 2021 wurde bekannt, dass keine Restaurierung der Orgel, sondern lediglich eine Renovierung des gegenwärtigen Zustandes angestrebt würde. Orgelfachleute protestierten und sprachen sich für eine Wiederherstellung der Brandenstein-Orgel aus. In der Musikzeitschrift Organ – Journal für die Orgel schrieb man: „Es darf nicht sein, dass hier die einmalige Chance vertan wird, […] eine süddeutsche Barockorgel mit zwei Manualen und 22 Registern wiederzugewinnen!“ In gleicher Richtung äußerten sich u. a. Christian Brembeck, Wolfgang Zerer und Peter Planyavsky, indem sie Petitionen an Nikolaus Könner vom Bayerischen Landesamt für Denkmalpflege richteten.
Letztendlich fiel die Entscheidung zugunsten der Wiederherstellung des originalen Werkes von Brandenstein, wofür die Spendenkampagne Ende 2024 offiziell gestartet wurde.

## Grablege
Raitenhaslach diente einigen Wittelsbachern als Grablege, wie Ludwig VII. von Bayern oder Hedwig Jagiellonica (1457–1502), der Ehefrau von Herzog Georg dem Reichen. Das Wittelsbacher Hochgrab wurde nach der Säkularisation abgetragen. Es ist nur noch die Deckplatte davon erhalten, die jetzt ebenerdig mitten in der Kirche eingelassen ist. An den Wandpfeilern befinden sich 136 Wappen von Adelsfamilien, die die Kirche als Grablege hatten. Insgesamt sind 700 Personen aus 170 adligen Familien bekannt, die in der Kirche bestattet sind.

## Glocken
Die Kirche verfügt über sechs Glocken aus Bronze:

| Glocke | Name        | Gussjahr | Gießer                        | Durchmesser | Masse     | Schlagton |
| ------ | ----------- | -------- | ----------------------------- | ----------- | --------- | --------- |
| 1      | Bernhard    | 1764     | Sallökh, Josef (Braunau)      | 1180 mm0    | 1.000 kg0 | fis1      |
| 2      | Maria Kreuz | 1604     | Schultes, Dionys (Passau)     | 980 mm      | 560 kg    | h1        |
| 3      |             | 1487     | vermutl. aus Burghausen       | 743 mm      | 220 kg    | d2        |
| 4      | Maria       | 1959     | Glockengießerei Rudolf Perner | 631 mm      | 143 kg    | e2        |
| 5      |             | 1751     | Sallökh, Josef (Braunau)      | 660 mm      | 210 kg    |           |
| 6      |             | 1751     | Sallökh, Josef (Braunau)      | 520 mm      | 065 kg    |           |